# جبل حديد

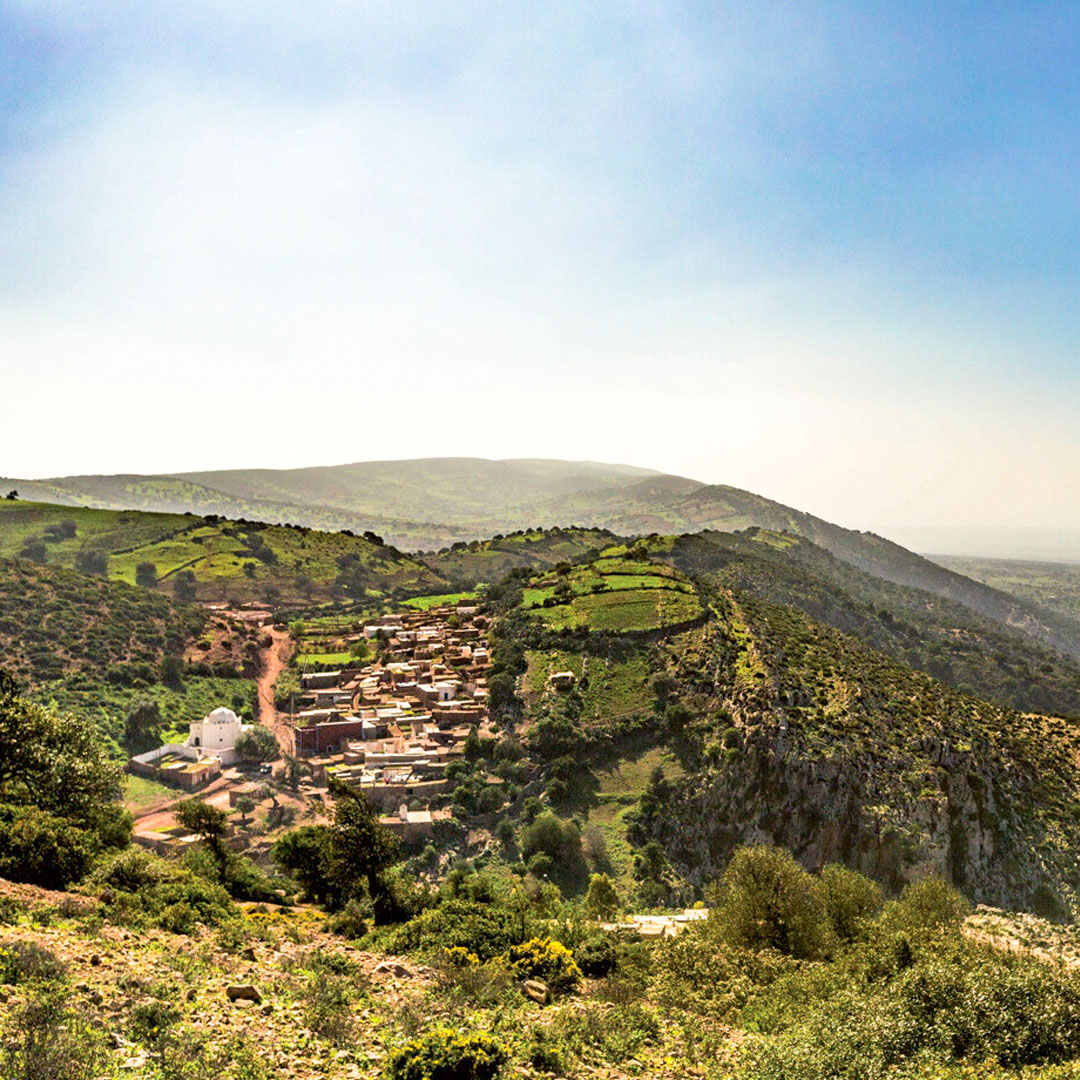
جبل الحديد

يرتفع جبل الحديد، المعروف أيضًا باسم جبل الحديد، قمته إلى 722 مترًا، ويستمد اسمه من الكتل الحديدية الكبيرة التي يتكون منها. 
آثار الاستغلال القديمة، المنسوبة إلى البرتغاليين وربما إلى مستعمرة موغادور الفينيقية، تميز هذه السلسلة الجبلية. يمتلئ جبل الحديد بأشجار الأرغان، والثوجا، والزيتون، وأشجار المستكة والمكنسة، ويقدم لزواره إطلالة بانورامية خلابة من قممه. في كل عام، خلال 44 جولة من موسم الرغراقة، تتم زيارة هذا المكان لتكريم مقام سيدي واسمين، الذي يعتبر سلطان الرغراقة، وهو الحدث الذي يقام كل أبريل.